# Enreach
Enreach is leverancier van UCaaS telecommunicatie- en ICT diensten voor de zakelijke markt. Het is onderdeel van de Europese Enreach Group en bestaat binnen Nederland uit: Enreach, Eazit, i4IP, Summa UC, DSD Europe, Cloudland. en Contict.
Het bedrijf heeft zijn Europese hoofdkantoor in Almere in de wijk Duin, heeft binnen Nederland 400 fte's en binnen heel Europa meer dan 1200 fte's (2023) in dienst. Naast Almere heeft het bedrijf als gevolg van diverse overnames een aantal kantoren in Nederland, waaronder Drachten, Oldenzaal en Rosmalen.

## Geschiedenis

### Voiceworks
Enreach is ontstaan uit Voiceworks, opgericht in 2005 door Stijn Nijhuis, Koen van Geffen en Egbert de Groot. Voiceworks richtte zich vanaf 2005 op hosted PBX vanuit de cloud. Door overnames van onder andere Xenosite en Intercity Zakelijk (nu samen Eazit) groeide de Nederlandse tak uit tot ruim 400 medewerkers. Nijhuis en van Geffen zijn nog steeds actief als CEO en CTO van de Europese groep. 

### Internationale groei
Enreach Netherlands is onderdeel van de Europese groep Enreach Holding B.V. Gesteund door Waterland Private Equity groeide de groep binnen de EU en de UK middels fusies en overnames uit tot een multinational met meer dan 1200 werknemers in ruim 25 kantoren. Het bedrijf fuseerde met het Duitse Swyx en nam daara met steun van Waterland de volgende bedrijven over:
- i4IP (nu: Enreach B.V.)
- Intercity (nu: Eazit, part of Enreach)
- Crystal Networks (nu: Eazit, part of Enreach)
- Prewest (nu: Eazit, part of Enreach)
- Botsquad (nu: part of Enreach)
- DSD (nu: part of Enreach)
- Contict (nu: part of Enreach)
- Summa UC (nu: Enreach B.V.)
- Summa Communications (nu: Enreach B.V)
- OnePhone Deutschland GmbH (nu Enreach Communications GmbH)
- Swyx GmbH (nu: Enreach Germany GmbH)
- Mazvoz (nu: Enreach Spain)
- Telsome (nu: Enreach Spain)
- Network Telecom (nu: Enreach UK Ltd)
- Centile Telecom Applications (nu: Enreach for Service Providers)
- ip nordic A/S (nu: Enreach Denmark A/S)
- Datel AsP (nu: Enreach Denmark A/S)
- M Mobility A/S (nu: Enreach Denmark A/S)
- Benemen (nu: Enreach Oy)

Middels participatie van Waterland Private Equity groeide Enreach internationaal uit tot ruim 1400 medewerkers in 25 kantoren door heel Europa. Gezamenlijk bedient de groep meer dan 2,5 miljoen eindgebruikers.

## Activiteiten
Enreach levert sinds de oprichting vaste (IP) telefonie en mobiele telefonie voor de zakelijke markt, welke onderdeel zijn van haar UCaaS aanbod. Voor de mobiele telefonie maakt Enreach binnen Nederland gebruik van de radionetwerken van KPN en VodafoneZiggo, maar opereert verder als Full MVNO en heeft daarom een eigen core netwerk en mobiele operator code (204 03).